# تشاه كندوك (باقران)
تشاه كندوك (بالفارسية: چهکندوک) هي مستوطنة تقع في إيران في قسم باقران الريفي. يقدر عدد سكانها بـ 19 نسمة .